# وستکات، باکینگهام‌شر
وستکات (به انگلیسی: Westcott) یک روستا و محله مدنی در بریتانیا است که در Aylesbury Vale واقع شده‌است. وستکات ۴۴۸ نفر جمعیت دارد.